# Dirty Desire
Dirty Desire è un singolo della cantante giapponese Utada Hikaru, pubblicato in versione digitale il 21 dicembre 2009 come secondo estratto dall'album This Is the One per supportare la promozione del tour Utada: In the Flesh 2010. Il remix del brano realizzato da Mike Rizzo è stato inserito nella prima raccolta della cantante in lingua inglese, Utada the Best.

## Tracce
CD
1. Dirty Desire - 3:51

EP digitale
1. Dirty Desire (Mike Rizzo Radio Edit) - 3:34
2. Dirty Desire (Digital Dog Radio Edit) - 2:35
3. Dirty Desire (Razor N' Guido Radio Edit) - 3:49
4. Dirty Desire (Mike Rizzo Club Mix) - 7:05
5. Dirty Desire (Digital Dog Club Mix) - 6:02
6. Dirty Desire (Razor N' Guido Club Mix) - 8:20
7. Dirty Desire (Mike Rizzo Dub Mix) - 6:41
8. Dirty Desire (Digital Dog Dub Mix) - 6:20
9. Dirty Desire (Razor N' Guido Dub Mix) - 6:20